# Enrique Clemente
Enrique Clemente Maza (Saragozza, 4 marzo 1999) è un calciatore spagnolo, difensore del Las Palmas.

## Carriera

### Club
Cresciuto nel settore giovanile del Real Saragozza, ha esordito in prima squadra il 30 agosto 2019 disputando l'incontro di Segunda División vinto 1-0 contro l'Elche.

### Nazionale
Ha giocato nelle nazionali giovanili spagnole Under-18 ed Under-21.

## Statistiche

### Presenze e reti nei club
Statistiche aggiornate al 19 aprile 2022.
| Stagione        | Squadra          | Campionato      | Campionato | Campionato | Coppe nazionali | Coppe nazionali | Coppe nazionali | Coppe continentali | Coppe continentali | Coppe continentali | Altre coppe | Altre coppe | Altre coppe | Totale | Totale |
| Stagione        | Squadra          | Comp            | Pres       | Reti       | Comp            | Pres            | Reti            | Comp               | Pres               | Reti               | Comp        | Pres        | Reti        | Pres   | Reti   |
| --------------- | ---------------- | --------------- | ---------- | ---------- | --------------- | --------------- | --------------- | ------------------ | ------------------ | ------------------ | ----------- | ----------- | ----------- | ------ | ------ |
| gen.-mag. 2018  | Deportivo Aragón | SDB             | 3          | 0          |                 | -               | -               |                    | -                  | -                  |             | -           | -           | 3      | 0      |
| ago.-set. 2018  | Deportivo Aragón | TD              | 5          | 0          |                 | -               | -               |                    | -                  | -                  |             | -           | -           | 5      | 0      |
| 2019-2020       | Real Saragozza   | SD              | 20         | 0          | CR              | 3               | 0               |                    | -                  | -                  |             | -           | -           | 23     | 0      |
| 2020-2021       | UD Logroñés      | SD              | 21         | 0          | CR              | 0               | 0               |                    | -                  | -                  |             | -           | -           | 21     | 0      |
| 2021-gen. 2022  | Real Saragozza   | SD              | 2          | 0          | CR              | 3               | 1               |                    | -                  | -                  |             | -           | -           | 5      | 1      |
| gen.-giu. 2022  | Real Sociedad B  | SD              | 11         | 0          | CR              | -               | -               |                    | -                  | -                  |             | -           | -           | 11     | 0      |
| Totale carriera | Totale carriera  | Totale carriera | 62         | 0          |                 | 6               | 1               |                    | -                  | -                  |             | -           | -           | 68     | 1      |

### Cronologia presenze e reti in nazionale
| Cronologia completa delle presenze e delle reti in nazionale ― Spagna under 21 | Cronologia completa delle presenze e delle reti in nazionale ― Spagna under 21 | Cronologia completa delle presenze e delle reti in nazionale ― Spagna under 21 | Cronologia completa delle presenze e delle reti in nazionale ― Spagna under 21 | Cronologia completa delle presenze e delle reti in nazionale ― Spagna under 21 | Cronologia completa delle presenze e delle reti in nazionale ― Spagna under 21 | Cronologia completa delle presenze e delle reti in nazionale ― Spagna under 21 | Cronologia completa delle presenze e delle reti in nazionale ― Spagna under 21 |
| Data                                                                           | Città                                                                          | In casa                                                                        | Risultato                                                                      | Ospiti                                                                         | Competizione                                                                   | Reti                                                                           | Note                                                                           |
| ------------------------------------------------------------------------------ | ------------------------------------------------------------------------------ | ------------------------------------------------------------------------------ | ------------------------------------------------------------------------------ | ------------------------------------------------------------------------------ | ------------------------------------------------------------------------------ | ------------------------------------------------------------------------------ | ------------------------------------------------------------------------------ |
| 14-11-2019                                                                     | Alcorcón                                                                       | Spagna under 21                                                                | 3 – 0                                                                          | Macedonia del Nord under 21                                                    | Qual. Europeo Under-21 2021                                                    | -                                                                              |                                                                                |
| 3-9-2020                                                                       | Skopje                                                                         | Macedonia del Nord under 21                                                    | 0 – 1                                                                          | Spagna under 21                                                                | Qual. Europeo Under-21 2021                                                    | -                                                                              |                                                                                |
| 17-11-2020                                                                     | Marbella                                                                       | Spagna under 21                                                                | 2 – 0                                                                          | Israele under 21                                                               | Qual. Europeo Under-21 2021                                                    | -                                                                              |                                                                                |
| Totale                                                                         |                                                                                | Presenze                                                                       | 3                                                                              |                                                                                | Reti                                                                           | 0                                                                              |                                                                                |